# О-Осат
О-Оса́т (фр. Aux-Aussat) — коммуна во Франции, находится в регионе Юг — Пиренеи. Департамент — Жер. Входит в состав кантона Мьелан. Округ коммуны — Миранд.
Код INSEE коммуны — 32020.

## География
Коммуна расположена приблизительно в 630 км к югу от Парижа, в 100 км западнее Тулузы, в 35 км к юго-западу от Оша.
На востоке коммуны протекает река Буэс.

## Климат
Климат умеренно-океанический. Лето жаркое и немного дождливое, температура часто превышает 35 °С. Зимой часто бывает отрицательная температура и ночные заморозки. Годовое количество осадков — 700—900 мм.

## Население
Население коммуны на 2010 год составляло 260 человек.
| 1962 | 1968 | 1975 | 1982 | 1990 | 1999 | 2010 |
| ---- | ---- | ---- | ---- | ---- | ---- | ---- |
| 277  | 297  | 245  | 228  | 201  | 201  | 260  |

## Администрация
| Период | Период | Фамилия    | Партия        | Примечания |
| ------ | ------ | ---------- | ------------- | ---------- |
| 2001   | 2020   | Клод Сенак | Разные правые |            |

## Экономика
В 2010 году среди 150 человек трудоспособного возраста (15-64 лет) 92 были экономически активными, 58 — неактивными (показатель активности — 61,3 %, в 1999 году было 59,6 %). Из 92 активных жителей работали 88 человек (46 мужчин и 42 женщины), безработных было 4 (3 мужчин и 1 женщина). Среди 58 неактивных 13 человек были учениками или студентами, 25 — пенсионерами, 20 были неактивными по другим причинам.

## Достопримечательности
- Церковь Св. Петра в дороманском стиле
- Церковь Св. Иакова (XIII век)

## Фотогалерея

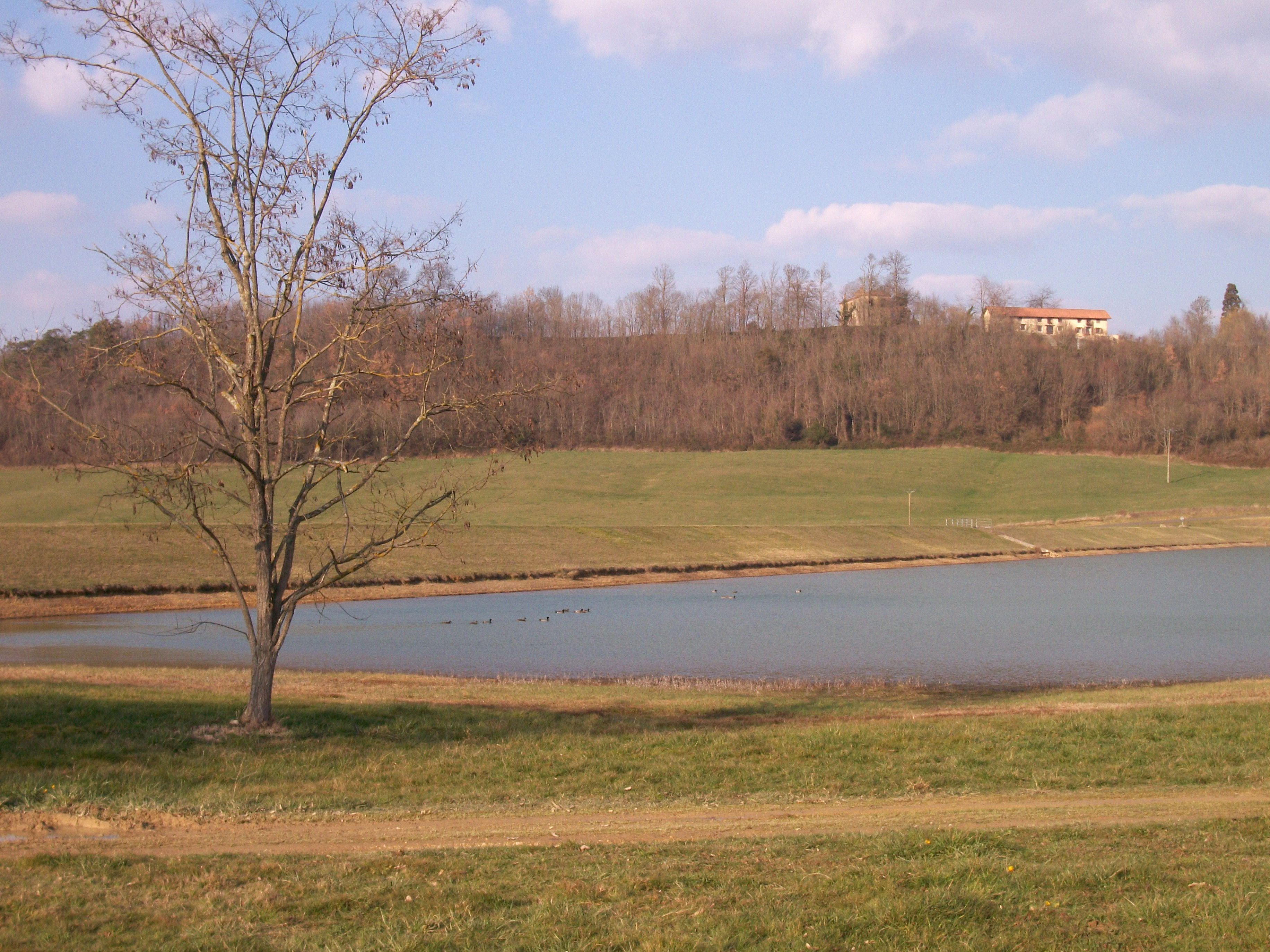
Водохранилище Кабурньё
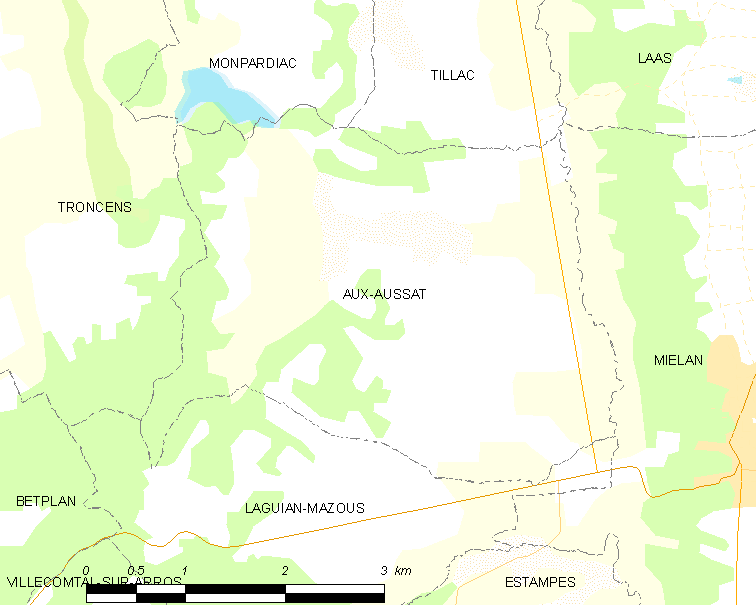
Карта коммуны